# Conrad Veidt
Conrad Veidt, pseudonimo di Hans Walter Konrad Veidt (Potsdam, 22 gennaio 1893 – Hollywood, 3 aprile 1943), è stato un attore tedesco naturalizzato britannico nel 1933, poi divenuto statunitense nel 1941.
Principalmente noto per aver interpretato il personaggio di Cesare ne Il gabinetto del dottor Caligari (1920) e Gwynplain ne L'uomo che ride (1928), è ricordato come uno degli attori che seppero meglio interpretare la figura del cattivo. Stella del cinema muto tedesco, nella sua carriera recitò in un centinaio di pellicole. Nel 1942 girò a Hollywood Casablanca, in cui interpretò il ruolo del maggiore Strasser, il comandante tedesco; fu il suo penultimo ruolo: morì prematuramente nel 1943. La sua ultima pellicola fu Al di sopra di ogni sospetto di Richard Thorpe.

## Biografia

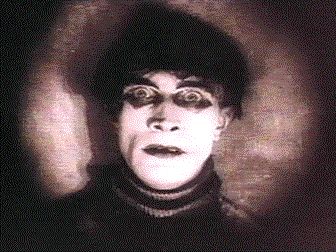
Conrad Veidt in un fotogramma de Il gabinetto del dottor Caligari (1920)

Iniziò la sua carriera lavorando a Berlino nella compagnia teatrale di Max Reinhardt; il suo debutto cinematografico avvenne nel 1917 nel film Der Weg des Todes, ma l'attore raggiunge la notorietà internazionale nel 1920 grazie alla pellicola di Robert Wiene Il gabinetto del dottor Caligari, diventando una delle stelle della UFA. Lavorò anche negli Stati Uniti, ma l'avvento del sonoro e il suo pessimo accento inglese lo faranno tornare in patria.
Con l'avvento del nazismo scelse di trasferirsi nel Regno Unito; la sua terza moglie infatti era ebrea e anche lui si rifiutò sempre di aderire al partito. Iniziò una nuova carriera con ruoli meno prestigiosi e più ripetitivi, interpretando spesso personaggi di militare tedesco, ma raggiunse un notevole successo e lui stesso offrì i proventi del suo lavoro a sostegno dello sforzo bellico. Lavorò in pellicole dai toni fortemente antinazisti, come La spia in nero (1939) e Contrabbando (1940), entrambe dirette da Michael Powell, e in breve tempo diventò cittadino britannico.
In seguito, si trasferì in California, dove continuò a lavorare in pellicole hollywoodiane - la più famosa delle quali è senza dubbio Casablanca - fino alla morte, avvenuta nel 1943, all'età di 50 anni, a causa di un infarto che lo colse mentre giocava a golf.

## Filmografia
- Der Weg des Todes, regia di Robert Reinert (1917)
- Furcht, regia di Robert Wiene (1917)
- Die Seeschlacht, regia di Richard Oswald (1917)
- Der Spion, regia di Karl Heiland (1917)
- Wenn Tote sprechen, regia di Robert Reinert (1917)
- Opfer der Gesellschaf, regia di Willy Grunwald (1918)
- Der nicht vom Weibe Geborene, regia di Franz Eckstein, Rosa Porten (1918)
- Das Rätsel von Bangalor, regia di Alexander Antalffy, Paul Leni (1918)
- Die Serenyi, regia di Alfred Halm (1918)
- Das Dreimäderlhaus, regia di Richard Oswald (1918)
- Das Tagebuch einer Verlorenen, regia di Richard Oswald (1918)
- Jettchen Geberts Geschichte, regia di Richard Oswald (1918)
- Colomba, regia di Arzén von Cserépy (1918)
- Es werde Licht! 4. Teil: Sündige Mütter, regia di Richard Oswald (1918)
- Dida Ibsens Geschichte, regia di Richard Oswald (1918)
- Henriette Jacoby, regia di Richard Oswald (1918)
- Opium , regia di Robert Reinert (1919)
- Nocturno der Liebe, regia di Carl Boese (1919)
- Die Mexikanerin, regia di Carl Heinz Wolff (1919)
- Die Japanerin, regia di Ewald André Dupont (1919)
- Die Prostitution, 1. Teil - Das gelbe Haus , regia di Richard Oswald (1919)
- Die Reise um die Erde in 80 Tagen , regia di Richard Oswald (1919)
- Peer Gynt - 2. Teil: Peer Gynts Wanderjahre und Tod , regia di Victor Barnowsky (1919)
- Peer Gynt, regia di Victor Barnowsky (1919)
- Diversi dagli altri (Anders als die Andern), regia di Richard Oswald (1919)
- Die Okarina, regia di Uwe Jens Krafft (1919)
- Die Prostitution, 2. Teil - Die sich verkaufen, regia di Richard Oswald (1919)
- Prinz Kuckuck, regia di Paul Leni (1919)
- Wahnsinn, regia di Conrad Veidt (1919)
- Un affare misterioso (Unheimliche Geschichten), regia di Richard Oswald (1919)
- Künstlerlaunen, regia di Paul Otto (1920)
- Cagliostro (Der Graf von Cagliostro), regia di Reinhold Schünzel (1920)
- Nachtgestalten, regia di Richard Oswald (1920)
- Satana (Satanas), regia di Friedrich Wilhelm Murnau (1920)
- Il gabinetto del dottor Caligari (Das Cabinet des Dr. Caligari), regia di Robert Wiene (1920)
- Der Reigen - Ein Werdegang, regia di Richard Oswald (1920)
- Patience, regia di Felix Basch e Paul Leni (1920)
- Die Nacht auf Goldenhal, regia di Conrad Veidt (1920)
- Die Augen der Welt, regia di Carl Wilhelm (1920)
- Kurfürstendamm, regia di Richard Oswald (1920)
- La testa di Giano (Der Januskopf) di F.W. Murnau (1920)
- Moriturus, regia di Carl Hagen (1920)
- Sera... notte... mattino (Abend - Nacht - Morgen), regia di F.W. Murnau (1920)
- Manolescus Memoiren , regia di Richard Oswald (1920)
- Weltbrand, regia di Urban Gad (1920)
- Das indische Grabmal zweiter Teil - Der Tiger von Eschnapur , regia di Joe May (1921)
- Menschen im Rausch, regia di Julius Geissendörfer (1921)
- Das Geheimnis von Bombay, regia di Artur Holz (1921)
- Il cammino nella notte (Der Gang in die Nacht), regia di F.W. Murnau (1921)
- Liebestaumel, regia di Martin Hartwig (1921)
- Die Liebschaften des Hektor Dalmor, regia di Richard Oswald (1921)
- Nostalgia (Sehnsucht), regia di F.W. Murnau (1921)
- Christian Wahnschaffe, 2. Teil - Die Flucht aus dem goldenen Kerker, regia di Urban Gad (1921)
- Landstraße und Großstad, regia di Carl Wilhelm (1921)
- Danton, regia di Dmitrij Buchoveckij (1921)
- Lady Hamilton, regia di Richard Oswald (1921)
- Das indische Grabmal erster Teil - Die Sendung des Yoghi, regia di Joe May (1921)
- Der Leidensweg der Inge Krafft, regia di Robert Dinesen (1921)
- Lucrezia Borgia, regia di Richard Oswald (1922)
- Glanz gegen Glück, regia di Adolf Trotz (1923)
- Bride of Vengeance (1923)
- Paganini, regia di Heinz Goldberg (1923)
- Wilhelm Tell, regia di Rudolf Dworsky e Rudolf Walther-Fein (1923)
- Carlos und Elisabeth, regia di Richard Oswald (1924)
- Le mani dell'altro (Orlacs Hände), regia di Robert Wiene (1924)
- Il gabinetto delle figure di cera o Tre amori fantastici (Das Wachsfigurenkabinett), regia di Paul Leni e Leo Birinsky (1924)
- Nju (Nju - Eine unverstandene Frau), regia di Paul Czinner (1925)
- Liebe macht blind, regia di Lothar Mendes (1925)
- Le comte Kostia, regia di Jacques Robert (1925)
- Schicksal, regia di Felix Basch (1925)
- Ingmarsarvet, regia di Gustaf Molander (1925)
- Die Brüder Schellenberg, regia di Karl Grune (1926)
- Dürfen wir schweigen?, regia di Richard Oswald (1926)
- Kreuzzug des Weibes, regia di Martin Berger (1926)
- Der Student von Prag, regia di Henrik Galeen (1926)
- Die Flucht in die Nacht, regia di Amleto Palermi (1926)
- Der Geiger von Florenz, regia di Paul Czinner (1926)
- The Beloved Rogue, regia di Alan Crosland (1927)
- A Man's Past, regia di George Melford (1927)
- The Last Performance, regia di Pál Fejös (1927)
- Gesetze der Liebe, regia di Magnus Hirschfeld, Richard Oswald (1927)
- L'uomo che ride (The Man Who Laughs), regia di Paul Leni (1928)
- Terra senza donne (Das Land ohne Frauen), regia di Carmine Gallone (1929)
- L'ultima compagnia (Die letzte Kompanie), regia di Curtis Bernhardt (1930)
- Fortunale sulla scogliera (Menschen im Käfig), regia di Ewald André Dupont (1930)
- The Congress Dances (Der Kongreß tanzt), regia di Erik Charell (1931)
- Notti sul Bosforo (Der Mann, der den Mord beging), regia di Kurt Bernhardt (1931)
- Tormento (Die Nacht der Entscheidung), regia di Dmitrij Buchoveckij (1931)
- Il congresso si diverte (Der Kongreß tanzt), regia di Erik Charell (1931)
- Die andere Seite, regia di Heinz Paul (1931)
- Rasputin, Dämon der Frauen, regia di Adolf Trotz (1932)
- L'ussaro nero (Der schwarze Husar), regia di Gerhard Lamprecht (1932)
- Rome-Express, regia di Walter Forde (1932)
- The Wandering Jew, regia di Maurice Elvey (1933)
- Ich und die Kaiserin, regia di Friedrich Hollaender (1933)
- F.P.1, regia di Karl Hartl (1933)
- Ero una spia (I Was a Spy), regia di Victor Saville (1933)
- Bella donna, regia di Robert Milton (1934)
- Wilhelm Tell, regia di Heinz Paul (1934)
- Jew Süss, regia di Lothar Mendes (1934)
- The Passing of the Third Floor Back, regia di Berthold Viertel (1935)
- King of the Damned, regia di Walter Forde (1937)
- Le tre spie (Dark Journey), regia di Victor Saville (1937)
- Il manto rosso (Under The Red Robe), regia di Victor Sjöström (1937)
- Scacco alla regina (Le Joueur d'échecs), regia di Jean Dréville (1938)
- Il tiranno del Tibet (Tempête sur l'Asie), regia di Richard Oswald (1938)
- A People Eternal , regia di Maurice Elvey, Henry Lynn (1939)
- La spia in nero (The Spy in Black), regia di Michael Powell (1939)
- Contrabbando (Contraband), regia di Michael Powell (1940)
- Incontro senza domani (Escape), regia di Mervyn LeRoy (1940)
- Il ladro di Bagdad (The Thief of Bagdad), regia di Ludwig Berger, Michael Powell, Tim Whelan (1940)
- Volto di donna (A Woman's Face), regia di George Cukor (1941)
- La prima notte in tre (Whistling in the Dark), regia di S. Sylvan Simon (1941)
- Uomini nella sua vita (The Men in Her Life), regia di Gregory Ratoff (1941)
- Sesta colonna (All Through the Night), regia di Vincent Sherman (1941)
- Nazi Agent, regia di Jules Dassin (1942)
- Casablanca, regia di Michael Curtiz (1942)
- Al di sopra di ogni sospetto (Above Suspicion), regia di Richard Thorpe (1943)

### Film o documentari dove appare Conrad Veidt
- Rund um die Liebe, regia di Oskar Kalbus - filmati di repertorio (1929)

## Doppiatori italiani
- Nino Pavese in Scacco alla regina, Incontro senza domani, Casablanca, Sesta colonna
- Emilio Cigoli in Il ladro di Bagdad, La prima notte in tre
- Giorgio Capecchi in Al di sopra di ogni sospetto
- Oreste Rizzini in Il ladro di Bagdad (ridoppiaggio)